# Neopiciella sicula
Neopiciella sicula là một loài bọ cánh cứng trong họ Cerambycidae.